# Цизин, Израиль Исаакович
Израиль Исаакович Цизин (Цизин Исруэль Ицкович; р. 1917) — российский кинематографист, редактор.

## Биография
Работал с Михаилом Роммом, редактор большинства его кинокартин, снятых на Мосфильме, Элемом Климовым и другими. Одна из самых известных работ — фильм «Обыкновенный фашизм».
Награждён орденом Почёта (1996)

## Фильмография
- 1965 — Обыкновенный фашизм
- 1970 — Спорт, спорт, спорт (фильм)
- 1981 — Ответный ход[3]
- 1983 — Тайна «Чёрных дроздов»